# Sphallestasis besucheti
Sphallestasis besucheti is een vlinder uit de familie echte motten (Tineidae). De wetenschappelijke naam van deze soort is voor het eerst geldig gepubliceerd in 1976 door Gozmány.
De soort komt voor in tropisch Afrika.